# Al-Birwa
Al-Birwa eller Al-Birwe (Arabisk: البروه) er en tidligere palæsinensisk landsby, som blev erobret af Israel den 11. juni 1948 under Den Arabisk-Israelske krig 1948. Den hørte under Akko-distriktet og var beliggende 10,5 km øst for distriktshovedstaden Akko. Iflg. mandtalsskrivningen af 1945 havde al-Birwa en befolkning på 1.460, de fleste af hvilke var muslimer, og jordtilliggendet var 13.542 dunams.
Al-Birwa havde 2 grundskoler.Det Osmanniske Rige grundlagde en drengeskole i 1888 og pigeskolen blev grundlagt i 1943. Ifølge Walid Khalidi blev en af skolerne, 2 helligdomme og 3 huse stående efter at byen var erobret. 

## Historie
Byen blev kaldt Broet af Korsfarerne. I 1900-tallet, mens den var under tyrkisk kontrol, voksede byen betydeligt både kommercielt og hvad befolkning angår. Byen havde en kirke, en moske og et antal helligdomme. Den blev erobret af israelske styrker under Operation Dekel fra lokale militsfolk og Den arabiske befrielseshær (engelsk: Arab Liberation Army). Alle al-Birwa's indbyggere flygtede til forskellige lejre i Libanon, såvel som til byer i nærheden og landsbyer som
Kabul, Kafr Yasif, Majd al-Krum og Bi'ina. Byen var fødested, og hjemsted i barneårene, for den palæstinensiske poet Mahmoud Darwish.